# Cardiocondyla venustula
Cardiocondyla venustula é uma espécie de formiga do gênero Cardiocondyla, pertencente à subfamília Myrmicinae.